# اوفمیو کابرال
اوفمیو کابرال (انگلیسی: Eufemio Cabral؛ زادهٔ ۲۱ مارس ۱۹۵۸) بازیکن فوتبال اهل پاراگوئه است.
وی همچنین در تیم ملی فوتبال پاراگوئه بازی کرده‌است.